# El pinchazo telefónico
El pinchazo telefónico es una historieta publicada en 1994 del dibujante de cómics español Francisco Ibáñez perteneciente a la serie Mortadelo y Filemón

## Trayectoria editorial
Publicada en 1994 en "Magos del Humor" (n.º 55) y luego serializada en la revista Mortadelo Extra nºs 49 a 52. Más tarde apareció en el n.º 82 de la Colección Olé.

## Sinopsis
La banda del Pincho moruno se dedica a pinchar las líneas telefónicas para enterarse de los planes y proyectos importantes y venderlos. La T.I.A. ha conseguido una lista de los próximos teléfonos que la banda piensa pinchar. Mortadelo y Filemón deberán impedir esos pinchazos y detener a los miembros de la banda.

## Comentarios
En este tebeo Ibáñez caricaturiza a sus compañeros de Ediciones B (Miguel Pellicer, Julia Galán, Gema Bitrián, Blanca Rosa Roca y el propio Ibáñez)
A partir de esta historieta el príncipe Carlos de Inglaterra se convierte en un personaje recurrente de la serie.
Por otro lado, aparecen líderes políticos como Borís Yeltsin, François Mitterand, Felipe González, Alfonso Guerra, y Bill Clinton.